# Olympische Sommerspiele 2004/Teilnehmer (Guatemala)
| Gelbes Symbol für Goldmedaillen mit stilisierten Olympischen Ringen | Graues Symbol für Silbermedaillen mit stilisierten Olympischen Ringen | Braundes Symbol für Bronzemedaillen mit stilisierten Olympischen Ringen |
| ------------------------------------------------------------------- | --------------------------------------------------------------------- | ----------------------------------------------------------------------- |
| —                                                                   | —                                                                     | —                                                                       |

Guatemala nahm an den Olympischen Sommerspielen 2004 in Athen, Griechenland, mit einer Delegation von achtzehn Sportlern (elf Männer und sieben Frauen) teil.

## Teilnehmer nach Sportarten

### Badminton
- Pedro Yang
Einzel Männer: Vorrunde

### Gewichtheben
- Joel Bran
Superschwergewicht (über 105 kg): 13. Platz

### Leichtathletik
- José Amado García
Marathon Männer: 64. Platz

- Alfredo Arévalo
Marathon Männer: 77. Platz

- Luis García
50 km Gehen: DNF

- Julio René Martínez
50 km Gehen: DNS

- Teresita Collado
20 km Gehen: 49. Platz

### Moderner Fünfkampf
- María Isabel de Sanz-Agero
- Frauen: 31. Platz

### Radsport
- María Dolores Molina
Frauen Straßenrennen: 50. Platz

- José Sochón
Männer Bahn Keirin: Vorläufe

### Schwimmen
- Rodrigo Díaz
50 Meter Freistil Männer: Vorläufe

- Alvaro Fortuny
100 Meter Brust Männer: Vorläufe

- Melanie Slowing
50 Meter Freistil Frauen: Vorläufe

- Gisela Morales
100 Meter Brust Frauen: Vorläufe
200 Meter Brust Frauen: Vorläufe

### Taekwondo
- Gabriel Sagastume
Klasse bis 68 kg Männer: Halbfinale

- Euda Carías
Klasse bis 49 kg Frauen: Halbfinale

- Heidy Juárez
Klasse bis 67 kg Frauen: 4. Platz